# Малка Армения
Вижте пояснителната страница за други значения на Армения.
Малка Армения е историко-географска област и бивша римска провинция, намираща се по горното течение на река Ефрат, Ликус и Халис. Граничи с Понтийското царство на север, Велика Армения на изток (границата минава по Ефрат), Сирия и Киликия на юг (границата минава по хребетите на планината Тавър) и Кападокия на запад.
Тази територия, наричана в хетските източници „страната на арменците“, е свързана с образуването на арменската нация и древноарменския език. На тези земи е създаден племенен съюз, предвождан от „хайте“, етноним, който днес служи като самоназвание на арменците.

## История
Сатрапия Малка Армения влиза в състава на персийската държава на Ахеменидите. По времето на Александър Македонски Малка Армения става част от неговата империя, а след неговата смърт от 322 пр.н.е. е самостоятелно царство със столица град Ани.
В края на 2 век пр.н.е. Малка Армения става част от владенията на понтийския цар Митридат VI Евпатора. След неговата гибел Малка Армения става част от Римската империя, в чийто състав границите ѝ се сменят нееднократно.
По времето на император Веспасиан Малка Армения влиза в състава на римската провинция Кападокия. По времето на император Диоклециан (края на 3 век) е отделена в самостоятелна провинция в рамките на Диоцез Понт, като при Теодосий I е разделена на две провинции.
Армениакон е византийска тема, обхващаща остатъка от византийските територии след арабското завоюване на Армения